# Одърне
О̀дърне е село в Северна България. То се намира в община Пордим, област Плевен.

## География
Селото се намира на пътя Плевен - Левски. На 3 км от селото е жп спирка Одърне, на жп линията София – Горна Оряховица. През него минава малката река Барата. Теренът е равнинен.

## История
Обикновено името на Одърне се свързва с турската дума „одър“ (малко издигнато място, което служи за сядане или за спане).
Съществуват две предания за името на селото. Според едното, беят постоянно лежал на одъра и казвал „плъти си данъкъ“. Изглежда, че това е ставало по времето, когато беят е идвал за „беглика“. Селяните му викали „одърлията“.
Според другото предание в центъра на селото имало кафене. Около стените на кафенето са наредени дъски върху забити в земята колове, нещо като „одър“. Тук първенците на селото пият кафето си и се разговарят. Тъй като селото все повече се издигало, при тях започнали да идват за съвети първенците на околните села. При запитването къде отиват, те отговаряли „на одъра“. Оттук се получава и името Одърне.
Като смесено турско-българско село, тук намират топъл прием почти всички функционери на хайдушки чети и комитети. Лично Бачо Киро идва да подготвя по-будните жители за въстание. Негов четник е местният жител Дочо Тодоров Донков. Най-будният селянин преди Освобождението е Кучо Матейчев, който е избран и за народен представител в Учредителното събрание.
Най-стари писмени сведения за историята на селото датират от 1877 г. Публикувани са в книгата „Материали за изучаване на България“, издадена в Букурещ на руски език.
Населението на с. Одърне през 1875 г. е 64 двора български. Турски и татарски дворове не е имало. Средно във всеки двор е имало по „задруга“ от 10 – 15 души, или населението е около 900 – 1000 души. Мухтари (кметове) на селото през турско са Тотю Ганев, дядо Коно и Кунчо Иванов. Най-голям чорбаджия е Бою Боевски. На по-късен етап кметове са Иван Бижев, Георги Ангелов, Борис Смиловски, Слави Рашев, Радко Иванов.
След 9 септември 1944 г. председатели на Селския съвет са Петър Атанасов Дацев, Илия Кънчев, Трифон Тодоров, Кирил Христов Цочев. Родом от с. Одърне е и най-видният разузнавач на България след 1944 г. генерал Христо Боев.
На първите свободни избори след 1989 г. за председател бива избран Иван Цанков, а по-късно Илия Павлов, Асен Петков, Христо Христов, Цоню Байчев, Иван Василев, Христо Томов, Асен Петров, Велико Фердинандов, Сашо Григоров и настоящият кмет Свилен Огнянов.

## Училище
През 1856 г. в селото е създадено училище, носещо името на поета революционер Христо Ботев. Първият учител е бил Петър Иванов от с. Летница. Учители са Иван Генов, Филип Копоев от с. Каменец, Панчо Джонев от Пордим, Христо Гунев, Мария Платиканова, Йордан Дичев Шишков, Христо Попов, Христо Боев, Парашкевица Иванчева, Мария Харизанова, Христо Горчев, Михаил Грамовски, Керана Иванова, Пенка Монева, Величка Караконова, Светослав Христов Попов, Стоян Станчев (по-късно директор на училището). Директори са Крум Филипов, Иван Димитров, Валентин Радев, Елза Григорова и настоящият директор Румяна Янева.

## Забележителности
В центъра на селото има Младежки клуб, паметна плоча на Владимир Ангелов, паметник на Христо Боев и бюст паметник на Тодор Живков.
В центъра на селото има изградена църква, която датира от 1866 г.

## Кооперация
Основното занимание на населението на с. Одърне е земеделие, скотовъдство и зеленчукопроизводство. В миналото са развити търговията със зърнени и животински храни, с който поминък селяните са се изхранвали и плащали своите данъци.
През 1906 г. в селото е основана Потребителната кооперация „Подкрепа“, която е една от първите в Плевенски окръг и за пръв председател бива избран Филип Андреев. Тя се грижи за развитието на селото. През 1946 г. се провежда общо събрание на Потребителната кооперация и се взима решение да се изгради ТКЗС, като производен отдел на Кредитната кооперация и за негов пръв председател е избран Трифон Тодоров. През годините ТКЗС се разраства. Сформират се полевъдни, зеленчукови и лозарски бригади, тухларна, кравеферма, механизирано звено, за което се доставя техника за обработване на земята като трактори, камиони, комбайни и други. Първият прикачен комбайн „Сталинец“ за ТКЗС е докаран от Здравко Тотев Георгиев през 1953 г. През 1958 г. трите села Одърне, Борислав и Катерица се обединяват и за председател на обединеното ТКЗС е избран Христо Цвятков, а на по-късно Иван Василев. През 1970 г. се учредяват АПК и ТКЗС влиза в състава на АПК „Велики октомври“ (Пордим). Съставните села стават пълномощничества и за председатели пълномощници биват избрани Петър Шопов, Петко Тодоров.
През 1993 година се образува земеделска кооперация „Обединение – 93“ с председател Ангел Тодоров, а по-късно Йошо Русков.

## Читалище
В селото съществува и читалище, което носи името на писателя Иван Вазов. Неофициално под формата на дружество читалището съществува от 1896 година. През 1900 г. се взима решение да се преобразува в просветно дружество и негов пръв председател става Ангел Митов. През 1903 – 1904 г. последователно се пишат няколко писма до Министерството на просветата, с искане читалището да носи името на Иван Вазов. В края на 1904 г. се получава потвърждение за това и читалището официално получава името Народно читалище „Иван Вазов“. Поласкан от това Иван Вазов изпраща всичките си съчинения като подарък на библиотеката. През 1939 г. читалището се сдобива с нова сграда с театрален салон, библиотека и читалня. Откриването на сградата става с пиесата „Борислав“. На сцената на читалището са играни не една пиеса и са проведени не един концерт и тържества по различни поводи. През 1963 г. за 24 май читалището е обявено за образцово. На различните етапи в читалището работят много известни имена, като председатели на читалището са Марин Караконов, Христо Григоров, Светослав Христов, Константин Конов, Димитър Желязков, Валентин Радев, Станка Енчева, Момка Стоянова, Рени Андреева, Димитрина Минкова, Асен Христов Петров и настоящият председател на читалищното настоятелство Анатоли Колев. Много са имената на самодейните артисти и певци: Цанко Христов, Петко Тодоров, Райна Ангелова, Станка Енчева, Петкана Якимова, Андрей Цвятков, Васил Митев, художествени ръководители Христо Цанков, Александър Янакиев и настоящите ръководители Ангел Шопов и Величка Димитрова.
В читалището развиват своята дейност художествени колективи: дамски хор, мъжки хор, детска фолклорна група, дамска група за стари градски песни, мъжка вокална група „Камбанен звън“, дамска група за народни песни и други. Най-известна от всички е групата за стари градски песни „Камбанен звън“, която прославя Одърне както в цялата страна, така и извън нейните предели.
Незабравими са гласовете на тези прекрасни мъже с посребрели коси и техните награди: Златни медали от фестивали и конкурси, първи награди на фестивалите във Варна, Стара Загора, Враца, Силистра, Хасково, и най-голямата награда Златната статуетка от Десетия юбилеен фестивал на старата градска песен „Златен кестен“ (Петрич, 2002). Читалището разполага със самодейни колективи и служи за пример на околните села. На 4 юни 2005 г. се честват 100 години читалище „Иван Вазов“.

## Спорт
През 1924 г. се сформира футболен отбор, който през 1947 година прераства във физкултурно дружество „Левски“, с разнообразна физкултурна дейност. Футболният отбор години наред се класира на призови места в „А“ окръжна група, носител на множество награди и грамоти. Ветерани на футболния отбор са Иван Йорданов Николов, Михаил Христов, Христо Иванов, Иван Ангелов, Светлин Джевизов, Андрей Цвятков, Богомил Борисов, Андрей Андреев, Николай Огнянов, Анатоли Колев и други. През 1968 – 1969 г. физкултурното дружество „Левски“ играе в зона „Мизия“ и мери сили с отборите на Червен бряг, Левски, Луковит и др.
Детският физкултурен отбор през 1963 г. се класира на първо място в страната, а през 1959 г. на четвърто. Физкултурният отбор съществува още, но с по-скромни възможности.

## Редовни събития
Празникът на с. Одърне е ежегоден селски събор, който се провежда на 28 октомври.

## Личности
- Христо Боев, генерал-лейтенант (1896 – 1968)
- Тодор Трифонов, генерал-майор (1929 – 2016)

1. ↑  www.grao.bg